# الدوري الفنلندي الممتاز 2005
الدوري الفنلندي الممتاز 2005 (بالفنلندية: Veikkausliigan kausi 2005) هو موسم من الدوري الفنلندي الممتاز. فاز فيه ميبا.